# Salacia rufescens
Salacia rufescens är en benvedsväxtart som beskrevs av Joseph Dalton Hooker. Salacia rufescens ingår i släktet Salacia och familjen Celastraceae. Inga underarter finns listade.